# 伊勢暴動
伊勢暴動（いせぼうどう）は、1876年（明治9年）12月に三重県飯野郡（現在の三重県松阪市）に端を発し、愛知県・岐阜県・堺県まで拡大した地租改正反対一揆である。受刑者は50,773人に上り、当時最大規模の暴動事件となった。
現行の高等学校「日本史」の教科書では、茨城県で発生した真壁騒動（真壁一揆）と並び、地租改正反対一揆の代表とされている。この暴動を通して、地租が3%から2.5%に引き下げられたことから、「竹槍でドンと突き出す二分五厘」とうたわれた。

## 概要
明治維新により新政府は次々と改革を進めていったが、その改革の中に、米の代わりに現金で納めるなどとした地租改正が含まれていた。従来の税収を維持するように地租が定められたため、農民の負担は軽くならず、その他の要因もあって農民の不満は高まっていた。そして1876年（明治9年）12月18日、翌日に控えた租税取り立ての延期を現在の三重県松阪市に相当する地域の農民が戸長らに申し入れた。この農民と戸長らの話し合いはもつれ、松阪の農民は北と南に分かれ集団で行進を始め、各地で新政府に関係する施設の破壊・放火を行った。特に北へ展開した一揆は三重県を越え、愛知県や岐阜県にも広がった。こうした動きに対して新政府は鎮台や警視庁の巡査を派遣して農民を抑え込んだが、結局地租を引き下げざるを得なくなった。多くの犠牲を払いながら、民衆が政府に勝ったのである。

## 経緯

### 暴動前の社会情勢
1873年（明治6年）7月28日、政府は財源確保などを目的に地租改正条例を制定、コメの豊凶に関わらず税率を地価の3%とし、金納とすることを定めた。現在の三重県に相当する地域は、北部の三重県と南部の度会県に分かれており、地租改正事業の実施に差が生じていた。具体的には、戸長が官選で上意下達がうまくいった旧・三重県では1873年（明治6年）9月より公量人の選出が行われ、1876年（明治9年）4月には821村のうち761村で地租改正事業が完了した。一方で、戸長が民選であった度会県では民衆の意向を無視できなかったため、1874年（明治7年）3月から事業に着手し、1877年（明治10年）11月に市街地を除いて完了するという遅れが見られた。このずれが後の伊勢暴動に影響を与えることになるのであった。
1876年（明治9年）4月18日、度会県が三重県に編入され、現在とほぼ同じ領域を持つ三重県が誕生した。しかし、三重県誕生によってすぐ県下の政策方針が統一されたわけではなく、北勢（三重県北部）では1876年（明治9年）の米価を基準に地租を定めたのに対し、南勢（三重県南部）では1875年（明治8年）の米価を基準に定められた。1875年（明治8年）の方が1876年（明治9年）よりも米価が高かったため、南勢の農民の不満の種となった。また、地租は高いのに米を安く売らざるを得ず、更に米商人の買い叩きに遭い、その上櫛田川下流の三角州地帯は1876年（明治9年）9月に大雨で堤防が決壊、砂が田畑に流入するという多重苦に悩まされていた。
1876年（明治9年）11月14日、櫛田川下流の魚見村・久保村・新開村・保津村・松名瀬村（いずれも現在の松阪市北東部）の5村の連名で『正米納歟又ハ年々ノ相場ヲ以上納付様』という嘆願書を作成し、区長の桑原常蔵経由で三重県に提出しようと試みた。村人の思いはむなしく、桑原は嘆願書を三重県に届けなかったが、県内各地で地租の米納と地方税の減税を求める声が上がっていたこともあり、三重県は地租の3分の1を米納とすることを認める決定をした。ただし、農民には3分の2米納と誤情報が伝わってしまった。

### 暴動の萌芽
1876年（明治9年）11月27日、茨城県真壁郡吉間村（現在の筑西市）に約300人の農民が結集、副区長に強訴する事件が発生、同月30日には同郡飯塚村（現在の桜川市真壁町飯塚）で民衆蜂起が起きた。これらの動きは真壁一揆と呼ばれ、164名の捕縛者を出した。県南で起きた真壁一揆は県北にも波及、12月8日から12月10日にかけて那珂郡小舟村や上小瀬村（現在の常陸大宮市小舟、同市上小瀬）の村人を中心に小瀬一揆が勃発、死刑3名を含む1,091名の処罰者を出した。茨城県で起きた一揆は地租改正に反対するだけでなく、学校課賦金廃止なども掲げていた。小瀬一揆の直後、伊勢暴動が勃発することになる。

### 暴動の発生
1876年（明治9年）12月18日の朝、各村の戸長は翌12月19日に租税を取り立てるため、豊原村（現在の松阪市豊原町）で開かれる戸長会へ出かけた。その留守の隙に、魚見村（現在の松阪市魚見町）の農民は櫛田川を挟んで豊原村と向かい合う早馬瀬村（現在の松阪市早馬瀬町）の河原に集合、租税取り立ての延期を申し入れた。そして魚見村以外の戸長会を構成する4村からも農民が集まり、同じ要求をし、更にほかの村からも農民が集まってきた。
当初、組頭が農民の応対をしていたが、集まった農民が増大してさばき切れず、戸長・区長・巡査も説得に当たるようになった。そして区長が農民の意見をのみ、三重県宛ての嘆願書を書いた頃には日付が変わって12月19日の早朝になっていた。一方、この時には噂を聞いた農民が櫛田川上流や西岸からも集まってきて、約1,000人の大集団になったが、説得工作に当たった巡査が農民を挑発したため、遂に集団移動を始めたのであった。

### 三重県全域への拡大

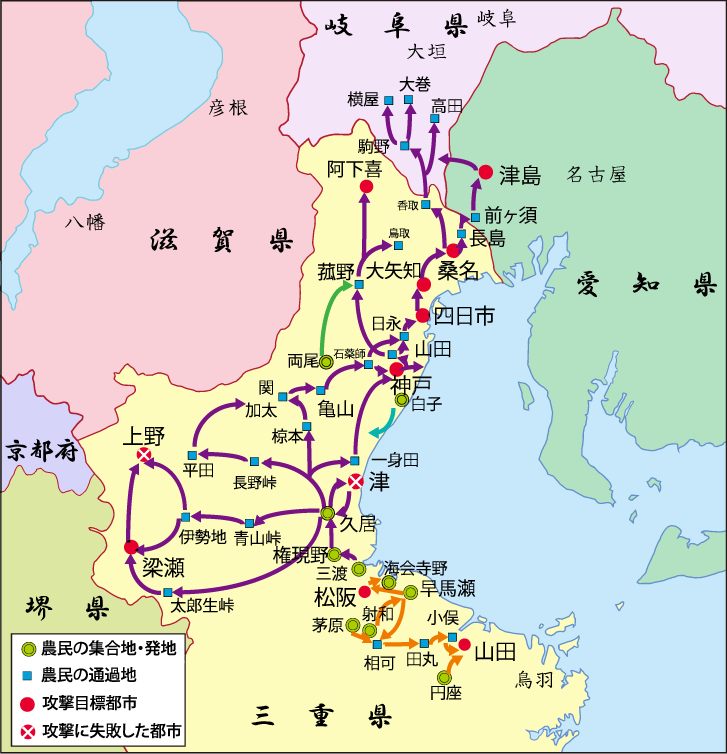
伊勢暴動の広がり

早馬瀬村の河原に集まった農民集団は、多くが北上し三重県の出張所があった飯高郡松阪（現在の松阪市街）へ向かったが、一部は南下し三重県の支庁のあった度会郡山田（現在の伊勢市街）へ向かった。
北勢と南勢では一揆の展開に違いが見られる。北勢では地租改正が進行し、明確に地租改正そのもの、および新政を否定する一揆として展開された。南下した一揆隊の要求は北上した一揆隊とは違い、貢納石代値段の引き下げが主であった。南勢では地租改正の実施が北勢に比べ遅れており、近世までの惣百姓一揆のような形をとっていた。

#### 松阪方面
約1万人の一揆隊は松阪中心街に向けて進み、12月19日午後1時に松阪へ進入、午後12時に納税の窓口であった三井銀行を焼き討ちにし、三井銀行の取締宅や垣鼻村（かいばなむら、現在の松阪市垣鼻町）の戸長宅も破壊した。12月20日朝の時点で松阪の町は一揆隊の制圧下にあったが、安濃郡津（現在の津市中心部）に向かわず、垣鼻村の海会寺野（かいえじの）にとどまったことで同日午後に県庁派遣の士族が到着してしまい、農民側は敗北を喫することとなった。一揆隊は県令宛ての嘆願書を渡し、解散した。

#### 津・上野の攻防
一揆隊が松阪に入った12月19日の夕方より一志郡三渡村（みわたりむら、現在の松阪市六軒町）を中心に農民が結集、一志郡のほか安濃郡の農民を巻き込み県庁所在地の津を目指して進んだ。ちょうどこの時、津方面への一揆の拡大を食い止めるために県の役人が一志郡久居（現在の津市久居地区）付近に来て対策を検討している最中であったため、久居の町は農民に制圧された。ここから農民らは津へ向かう主力隊と伊賀方面に向かう部隊に分かれた。
津では県令が内務卿・陸軍卿や各鎮台に打電・出兵要請をし、津防衛を固めた。対する数千人の一揆隊側には全県的な流れを把握し統一的に指導できる者がいなかった上、津攻略に農民は全力を傾けていなかった。このため津に入ることはできず、農民は敗退、久居へ引き返し、更に南下して権現野（現在の松阪市嬉野権現前町付近）に集結したが、時すでに遅く、12月22日午前に垣鼻村の海会寺野で一揆隊を撃破した士族と戦い、敗れた。これ以降、一揆隊は地租改正と少しでも関係する者の屋敷に、徹底的に打ちこわしや焼き払いを加えるようになる。
伊賀には12月19日に太郎生峠（たろうとうげ）・青山峠・長野峠の3方向から一揆隊が進入したが、津攻略に向かった隊よりも勢力は弱かった。一志郡久居方面を発し、太郎生峠から入った部隊は170から180人の集団であったが、周辺の村々の農民を巻き込みつつ、12月20日午前8時に名張郡梁瀬（現在の名張市中心部）に入り、学校と区扱所を焼き払った。一志郡久居方面を発し、青山峠から入った部隊は300人の集団であったが、伊勢地（現在の伊賀市伊勢路）で2隊に分裂したが、最終目標は三重県庁の上野支庁であり、1隊は直接阿拝郡上野（現在の伊賀市中心街）へ、もう1隊は名張郡梁瀬経由で上野へ向かった。梁瀬経由の部隊は太郎生峠を超えた部隊と合流、さらに直接上野に向かった部隊とも再合流したが、12月20日午後に大内川で上野支庁が派遣した士族と戦い敗走する。彼らは伊勢地や梁瀬に引き返したが、伊勢地に逃げた部隊は追撃され、梁瀬に逃げた部隊は迎撃され、伊賀での一揆は鎮圧された。安濃郡から伊賀に入った部隊は上野に向かうことなく、山田郡平田村で折り返し、鈴鹿郡加太（かぶと、現在の亀山市西部）方面に進んだ。

#### 北勢への波及

##### 鈴鹿・亀山周辺
一志郡久居で分裂し、津の攻略に向かわなかった一揆隊は安濃郡、奄芸郡椋本（現在の津市芸濃町椋本）を経由して、12月19日深夜に鈴鹿郡関（現在の亀山市関町中心街）で扱所を破壊、東海道を進み、12月20日に鈴鹿郡亀山（現在の亀山市中心部）へ入り、鈴鹿郡庄野村（現在の鈴鹿市庄野町）で学校を破壊、備品や書籍を焼却した。鈴鹿郡石薬師村（現在の鈴鹿市石薬師町）では役場を破壊、12月20日午前6時に三重郡采女村（現在の四日市市采女町）へ達し、日永の区扱所を打ちこわして7時に三重郡四日市（現在の四日市市中心街）に入った。
津の攻略に失敗した一揆隊の一部は、周辺農民を扇動し再度勢力を高めて伊勢参宮街道を北上、奄芸郡一身田村（現在の津市一身田町）巡査屯所を破壊、河曲郡神戸（かんべ、現在の鈴鹿市神戸）を目指した。
12月20日から翌12月21日にかけて、神戸付近が伊勢参宮街道や東海道から入った一揆隊と、新興勢力の3つの集団から攻撃を受けた。東海道から入った一揆隊はこれまで焼き討ちはせず、亀山で火災が発生した際は自ら消火活動を行ったが、神戸進入以降は焼き討ち戦法を取り入れた。神戸学校（現在の鈴鹿市立神戸小学校）も放火の危機にあったが、十日市の住民が一揆隊を追い払ったため、難を逃れた。神戸の攻撃を終えた一揆隊は、更に周辺の玉垣村・岸岡村（ともに現在の鈴鹿市内）を経て伊勢湾沿岸各村へ破壊活動に向かったが、12月21日早朝の士族との戦いで消耗し、同日夜に到着した名古屋鎮台の前に敗れ去った。
鈴鹿郡両尾村（現在の亀山市両尾町）や奄芸郡白子町（しろこちょう、現在の鈴鹿市白子）では新興の一揆隊が結成され、両尾村の一揆隊は菰野方面へ北上し、白子町の一揆隊は伊勢湾岸を南下していった。

##### 四日市周辺
神戸から伊勢参宮街道を北上してきた一揆集団は三重郡河原田村（現在の四日市市河原田町）から、鈴鹿郡下大久保村（現在の鈴鹿市下大久保町）方面を北上してきた一揆集団は三重郡山田村（現在の四日市市山田町）から、三重郡日永（現在の四日市市日永）に達し、四日市で東海道から来た一揆隊に合流した。山田村では一部の一揆隊が菰野方面（現在の三重郡菰野町）へ向かった。鈴鹿山脈の麓にある三重郡水沢村（すいざわむら、現在の四日市市水沢町）にも一揆隊が進入したが、水沢村で一部の村人を引き連れ、もと来た鈴鹿郡大久保村（現在の鈴鹿市大久保町）へ引き返していった。稲葉三右衛門の『暴動日記』によれば、四日市中心街では午前中に電信局放火を皮切りに焼き討ちが始まり、三重県庁四日市支庁や郵便会所を攻撃した後、桑名郡桑名（現在の桑名市中心街）へ向けて進んだが、夜には別の一揆隊が四日市に入って高砂町で無差別放火を行い、築港所や海運会社を放火して地元民と対立したという。四日市では三井銀行はかろうじて放火を阻止できたが、三菱銀行は犠牲になった。
四日市を出た一揆隊が次に入ったのは、朝明郡羽津村（現在の四日市市羽津町）で区扱所を打ちこわし、仮戸長宅を放火、更に朝明郡大矢知村（現在の四日市市大矢知町）に進み、懲役場を包囲した。獄吏はやむを得ず囚人を解放し、懲役場にいた150人のうち50人ほどがそのまま一揆に加わった。
朝明郡の中野村・竹成村・田光村（たびかむら）・永井村（いずれも現在の三重郡菰野町内）では、前月に「全村団結」して改租を承諾したが、北勢での一揆がこの4村で最も激しくなったことから、全村民の総意で改租を承諾したわけではなかったことが表面化した。4村の一揆は更に員弁郡鳥取村（現在の員弁郡東員町鳥取）へ広がり、一部は四日市中心部付近まで進んだ。
現在の四日市市域では、建物への毀損だけでなく、明治政府と関係する公文書が多数焼却された。特に地租改正関連と学校関連の文書がその対象となった。処分された者は三重郡・朝明郡で合計7,840人に及び、全戸数の43%に及んだ。

##### 桑名・員弁周辺
大矢知を出た一揆隊が次に向かったのは桑名で、扱所・屯所・学校・権衡売捌所を焼き討ちにし、病院や融通会所などを破壊した。桑名郡では輪中地帯で根強い反対闘争があり、四日市と並び激しい攻撃が為された。桑名での攻撃方針は「御一新後ニ出来候分ハ不残焼払候事」であった。
員弁郡は全郡を挙げて押付反米に反対するも呑まされた地域であり、阿下喜村（あげきむら、現在のいなべ市北勢町阿下喜）周辺で焼き討ちが激しかった。員弁郡での一揆の特色として、地主も押付反米に反対していたことと、個人的な妬みから焼き打ちを実行する者がいたということである。

#### 山田方面
早馬瀬の河原に集まった農民の一部と、飯野郡射和村（現在の松阪市射和町）や飯高郡茅原村（現在の松阪市茅原町）から集まった農民は多気郡相可村（現在の多気郡多気町相可）、度会郡田丸村（現在の度会郡玉城町田丸）などで協力者を集め、山田を目指した。多気郡斎宮（現在の多気郡明和町斎宮）に集まっていた農民らの一部も、山田・答志郡鳥羽（現在の鳥羽市）を目指して行進を始めた。田丸には12月20日朝に数百人の一揆隊が到達したが、戸主らは早く町を通過してもらうため炊き出しの準備を整えており、おにぎりと酒を一揆隊に振る舞った。これにより田丸に被害はなく、一揆隊は上地、川端、小俣（いずれも現在の伊勢市内）へ進んでいった。
伊勢神宮では、12月20日午後1時に神宮教院田丸教会所から暴動の情報を得て、小宮司以上の神階を持つ山田在住の神官は外宮参集殿に集い、防御の方針を話し合った。午後2時頃には宮川をはさんで山田と向かい合う小俣（おばた）に一揆の群衆が集まり、山田側に「暴動の趣旨に賛同しないなら乱入する」と申し入れ、山田側の戸長・区長は同意を示した。ここで小俣の一揆隊の一部は松阪へ引き返したが、同日午後11時過ぎに、現在の伊勢市南西部にあたる度会郡上野村・円座村・佐八村（そうちむら）・大倉村の農民が竹槍を持って宮川の「上の渡し」の河原に現れ、山田対岸の度会郡磯村・高向村・長屋村と現在の伊勢市南部にある度会郡前山村の農民も合流した。山田住民は棍棒を持ってこれに備えた。
翌12月21日午前2時頃、約2000人の一揆隊は小川町（現在の伊勢市中島二丁目）から山田に突入、八日市場町の農社に放火したのを皮切りに、山田師範学校・三重県山田支庁・小学校・三井銀行の支店・病院などの新政府と関係のある施設を襲った。他との違いは、特権を有する商人であった地主の家も焼き討ちに遭った、ということである。中島・浦口・常盤・大世古で町が炎上し、外宮別宮の月夜見宮の類焼が懸念されたため、神体を安全な風宮へ移した。火災は午前11時に収束し、心配された神宮への放火や破壊活動はなかった。12月21日夜には士族との戦いに敗れ、12月22日深夜0時頃に三重県の派遣した警部以下40名が神社港に上陸して神宮の警備に就き、12月23日に警視庁の警部が、12月24日に鎮台兵が派遣され、抑え込まれた。
山田は92戸の焼失、27戸の破壊という被害を受け、一揆隊に酒食を提供した田丸や山田の戸長らは処分された。
旧志摩国域に相当する答志郡や英虞郡（現在の鳥羽市・志摩市）では伊勢暴動の直接的な影響や被害はなかったが、暴動の翌年である1877年（明治10年）から1878年（明治11年）にかけて合法的な手段で嘆願書や伺書を提出して、不当に高い地位等級の引き下げを要求する運動が展開された。

### 隣接県への波及
三重県の北端・桑名に達した一揆隊は県境を越え、愛知・岐阜に展開していった。

#### 愛知県
愛知県では1875年（明治8年）6月より土地の測量を始め、地租改正に着手した。しかし村人の不安を背景に遅々として進まず、1875年（明治8年）末から翌1876年（明治9年）にかけて愛知県庁の役人の刷新が行われ、強力に推進されることになった。建前上、地価の査定は村や郡から選ばれた「地位銓評議員」（ちいせんぴょうぎいん）が村や郡の順位を決め、収量を見積もることとなっていたが、実際には役人が見込みを示して強制するという方法を採った。これにより、旧尾張国の領域では事実上2割弱の増税となり、村人の不満が高まっていた。
三重県の一揆隊は桑名から長島（現在の桑名市長島町）を越えて、愛知県の前ヶ須（現在の弥富市前ヶ須町）に上陸、愛知県の農民も巻き込んで海東郡津島（現在の津島市）方面に展開していった。1876年（明治9年）12月20日夜から翌12月21日にかけて、海東郡や海西郡で暴動が展開した。春日井郡東部では5割以上の増税となった村が3分の1以上に達したことから、伊勢暴動の後もくすぶり続け、1878年（明治11年）9月には明治天皇の名古屋行幸の時に直訴しようと名古屋に押し掛ける騒動にまで発展した。
三重県の一揆集団の愛知県への展開は、その先の名古屋、静岡県、ひいては東京への進出可能性を含んだものだったと考えられている。

#### 岐阜県
桑名の一揆隊の一部は北上を続け、数百人の集団で桑名郡香取村（現在の桑名市多度町香取）から岐阜県石津郡境村（現在の海津市南濃町境）に入り、沿道の村民を集め、一揆隊は1000人に上った。数隊に分かれ石津郡中嶋村・太田村（どちらも現在の海津市南濃町内）を放火した後、石津郡山崎村（現在の海津市南濃町山崎）に向かう隊と揖斐川を越えて石津郡安田新田（現在の海津市海津町安田新田）に向かう隊に分裂した。
山崎村に向かった一揆隊は石津郡西駒野村、庭田村、多芸郡志津村（以上は現在の海津市）、小倉村、横屋村（以上は現在の養老郡養老町）へ入り放火した。横屋村で井戸警部に追われたため、隊は解散するが、西駒野村で一部の一揆隊が多芸郡駒野新田（現在の海津市南濃町駒野新田）、根古地村（現在の養老郡養老町根古地）を経て大巻村（現在の養老郡養老町大巻）に入り、学校を焼き払った。安田新田に向かった一揆隊は石津郡帆引新田、三葉村（どちらも現在の海津市海津町内）などで放火、高須村（現在の海津市海津町高須）では戸長宅と学校を焼き、更に安八郡へ入り西島村、高田村（どちらも現在の海津市平田町）で火を放ち、土倉村（現在の海津市平田町土倉）に入ろうとした時に川俣警部らの攻撃を受け、隊は崩壊した。また愛知県海東郡津島から岐阜県海西郡に入った一揆隊もあり、日原や駒ヶ江村（いずれも現在の海津市海津町内）などを荒らすも主力が衰えていたため、大きな被害は出なかった。
岐阜県内の一揆は12月23日にはすべて鎮静化した。4郡51村に被害をもたらし、民家56戸と学校6校が焼かれ、32戸が損害を受けたが、幸い死者はなかった。148名が逮捕され、佐屋川の河原には大量の武器が埋没したという。

### 暴動後の社会情勢
時の為政者・大久保利通は地租改正がうまく進まなかったことに焦りを覚えており、茨城県で一揆が起きた時点で減租を切り出す決心を固めていた。しかし茨城の一揆はすぐに鎮圧されたため撤回、伊勢暴動を受けて12月31日朝に閣議を招集、翌1877年（明治10年）1月4日に地租を2.5%に引き下げた。地租の率自体はわずか0.5%下げられただけであるが、日本中の農民に恩恵をもたらすこととなった。地租改正前の税額と比較すると旧・三重県域で22.9%、旧・度会県域で26.3%と大幅な減税となった。ただし、旧・三重県域でも抵抗により地租改正の遅れた桑名郡・朝明郡・河曲郡の60村は0.1%の減税にとどまった。農民が恩恵を受けたことと引き換えに、国家歳入の8割超を地租収入が占めていた明治政府は、1000万円以上の歳入減という大きな打撃を蒙り、官僚の削減や役所の統合整理が断行された。
この成果は21世紀初頭の現在、「竹槍でドンと突き出す二分五厘」の歌で表されているが、当時の新聞報道にこの歌はなく、東京日日新聞は「竹槍でちょいと突き出す二分五厘」と報じている。三重短期大学の茂木陽一の調査によれば、「ドンと突き出す」の初出は、1954年の三重県の農業史に関する論文であるという。
伊勢暴動は三重県全体で約2,300戸の被害を出したものの、暴動の始まった飯野郡では被害戸数は0で、員弁郡491戸、三重郡358戸、桑名郡278戸など北勢での被害が目立つ。これは、暴動の始まった南勢では村単位で行動するなど規律正しく一揆が進んだのに対して、一揆隊が北上するうちに付和雷同した群衆が暴徒化していったためである。例外として、南勢でも飯高郡では376戸の被害を出している。被害総額は139万円で、1879年（明治12年）の三重県の地方税収入33万円余の約4.2倍に上った。結果的に政府に対する農民の勝利と言われる伊勢暴動であるが、死者35人、負傷者48人、絞首刑1人と終身の懲役刑3人を含む処分者50,773人という大きな犠牲を払った上の勝利であった。
伊勢暴動の鎮圧のため、三重県に名古屋鎮台から2中隊、大阪鎮台大津営所1中隊、警視庁から巡査が200名派遣された一方で、旧津・上野・神戸・久居の各藩士が約4,400名集められ、鎮台兵到着前の政府側の武力行使は主に士族によってなされた。江戸から明治に時代が変わり、近代軍事制度が整いつつある中でも、緊急時には慣例的に士族の徴用が行われているという当時の状況があった。伊勢暴動や茨城県での一揆にあっては、県令が鎮台に派遣要請をせず、士族に召集をかけたことが鎮台側より抗議がなされ、1877年（明治10年）2月から3月にかけて「各鎮台長官への内愉」・「騒擾につき内達」が出され、鎮台と士族徴用の併用状態を解消し、武力行使の権限が鎮台に一義的に与えられることになった。

## 研究史
1880年（明治13年）に地租改正当局者は、伊勢暴動とその前に発生した和歌山県や茨城県での一揆について次のように述べている。
すなわち、当時の役人は地租改正反対が一揆の目的にあるが、米価高騰も背景にあると捉えていた。
明治時代の文献で伊勢暴動について触れているものは、上野利三の1986年（昭和61年）の調査によれば、1885年（明治18年）出版の細川広世 編『明治政覧』・修史館 編『明治史要 上』が最初で、1892年（明治25年）の指原安三 編『明治政史 第九編』がある。三重県の郷土史として取り上げた文献は大正時代になって中林正三『飯南町史』や服部英雄 編『三重県史』などを始めとして登場し、同時代には竹清「明治九年の伊勢一揆」という論考も出現するようになった。昭和に入ると論文や伊勢暴動に関する基礎的な資料集の刊行が増えていき、特に三重県内務部が編集した『伊勢暴動顛末記』は、現在に至るまで伊勢暴動に絞って徹底的に研究した唯一の書籍である。『伊勢暴動顛末記』は現在でも資料的価値が高く評価されている一方、伊勢暴動の研究がこの書籍に多くを依存してきたため、歴史の論証のために他の新しい資料が強く求められている。
太平洋戦争以後は経済史学と郷土史学の2つから研究が進み、地租改正が伊勢暴動の主目的であるとする説が通説となっていく。
茨城県の真壁郡・那珂郡の一揆を研究していた木戸田四郎は、茨城の一揆や伊勢暴動が石代納問題に端を発していることに着目し、1959年（昭和34年）に次のような説を唱えた。
また同年、伊勢暴動研究をしていた大江志乃夫も著書の中で以下のような木戸田説に近い見解を示している。
しかし、木戸田説は原口清・高橋芳男らから批判され、木戸田はこの説を撤回している。これに対し有元正雄は、木戸田が説を撤回したのは正しいが、巨視的に地租改正事業を見れば中心的な矛盾とは言えず、伊勢暴動において飯野郡の出した「歎願之大意」の第一条に「一田畠宅地トモ弐等下ケ」を掲げていることを例示している。
研究の成果は教科用図書（教科書）に反映されている。2008年（平成20年）度発行の中学校社会科歴史分野および高等学校地理歴史科日本史の教科書では、ほとんどに「伊勢暴動」または「三重県で暴動が発生」という文言が記載され、月岡芳年作の錦絵付きで取り上げているものも多い。

## 名称について
「伊勢暴動」の名は大正時代に出現し、三重県内務部がまとめた『伊勢暴動顛末記』の出された1934年以降は伊勢暴動で統一されている。「伊勢暴動」の語の定着以前は、「藁焼き暴動」・「伊勢農民暴動」・「伊勢騒動」・「明治9年の農民暴動」などさまざまに呼ばれていた。三重県における郷土史研究の結果、伊勢暴動という用語が生まれ、それが定着したために、愛知・岐阜・堺の3県にも拡大したにもかかわらず、「伊勢」暴動となったと考えられている。しかし、「伊勢暴動」定着以降も「伊勢一揆」・「三重愛知岐阜堺四県下騒擾」などを使う研究者もいる。
三重短期大学の研究者らは、伊勢暴動を「東海大一揆」という呼称に変更することを提案し、同学教授の茂木陽一が執筆した『百姓一揆事典』（深谷克己監修）では、「伊勢暴動」を「東海大一揆」として掲載している。これは、伊勢暴動とともに近代日本の農民闘争として取り上げられている秩父事件の指導者・田代栄介が英雄として扱われるのに対し、伊勢暴動で唯一死刑となった大塚源吉の名を知る者はほとんどいないのは、「伊勢暴動」という名称から国家に抵抗した国賊が引き起こしたはた迷惑な「暴動事件」という見方をされていると考えられることから、歴史を正しく捉えられるように提案されたものである。